# Van Gogh le suicidé de la société
Van Gogh le suicidé de la société est un essai d'Antonin Artaud. À l’occasion de l’exposition consacrée à Vincent van Gogh par le Musée de l'Orangerie en janvier-mars 1947, Antonin Artaud rédige cet essai dans lequel il remet en cause la folie de Vincent Van Gogh et rend hommage à son œuvre picturale.
Cet écrit se présente sous une forme originale et nouvelle. Essai poétique et autobiographique, Antonin Artaud disloque les formes conventionnelles d’écriture afin de faire vaciller les certitudes de ses contemporains. Paru en 1947 chez K Éditeur, il reçoit le prix Sainte-Beuve en janvier 1948.

## Contexte
À l’occasion de l’exposition consacrée à Vincent van Gogh par le Musée de l'Orangerie en janvier-mars 1947, le galeriste Pierre Loeb suggère à Antonin Artaud, sorti l'année précédente de l'asile de Rodez, où il était enfermé depuis plusieurs années, d'écrire sur ce peintre. Antonin Artaud ne semble pas convaincu dans un premier temps de l'intérêt d'un tel essai. Mais la parution d'un ouvrage d'un psychiatre, François-Joachim Beer, intitulé Du démon de Van Gogh, le scandalise. Le 2 février, il visite l'exposition. Et, les jours suivants, il rédige cet essai, Van Gogh, le suicidé de la société, qui sort en librairie en décembre 1947,,.
Pour Antonin Artaud, Van Gogh n'est pas fou. Il est au contraire d’une lucidité hors du commun, une lucidité qui ébranle les certitudes de son époque. Entrant en conflit avec la société dans son ensemble, il vit un exil intérieur et une exclusion, ce qui le conduit au suicide, après s’être brûlé la main et coupé l’oreille. Antonin Artaud montre comment, à travers l’exemple de Gérard de Nerval, la société tente d’étouffer ceux qui révèlent ses tares. Van Gogh révèle «d'insupportables vérités», notamment la définition du fou par les psychiatres. La psychiatrie, en tant qu’institution émanant de l’ordre, est utilisée non pour aider mais pour museler tous ceux qui ont une parole non orthodoxe. Artaud ne peut s'empêcher d'établir un parallèle entre le parcours du peintre néerlandais, et son propre parcours, interné durant des années « comme le pauvre van Gogh », d'où un ton agressif contre une certaine conception de la psychiatrie.
Parallèlement, cet essai est une réflexion plus générale sur la peinture, et un hommage aux œuvres de van Gogh, de la part du poète.

## Présentation
L’essai sur Vincent van Gogh est précédé par une introduction dans laquelle l’auteur affirme que van Gogh était sain d’esprit. C’est la société qui est anormale selon lui. La peinture de Vincent van Gogh dérange car celui-ci invente un nouveau langage pictural avec une portée subversive. Cette attaque frontale contre la société et ses fondements provoque une réaction violente chez les garants de l’ordre. Aussi le pouvoir invente la figure, dangereuse et menaçante, de l’aliéné. Un aliéné authentique est selon Antonin Artaud « un homme qui a préféré devenir fou, dans le sens où socialement on l’entend, que de forfaire à une certaine idée supérieure de l’honneur humain ». Le fou est la figure de celui qui dit des vérités insupportables, que la société ne veut pas entendre.

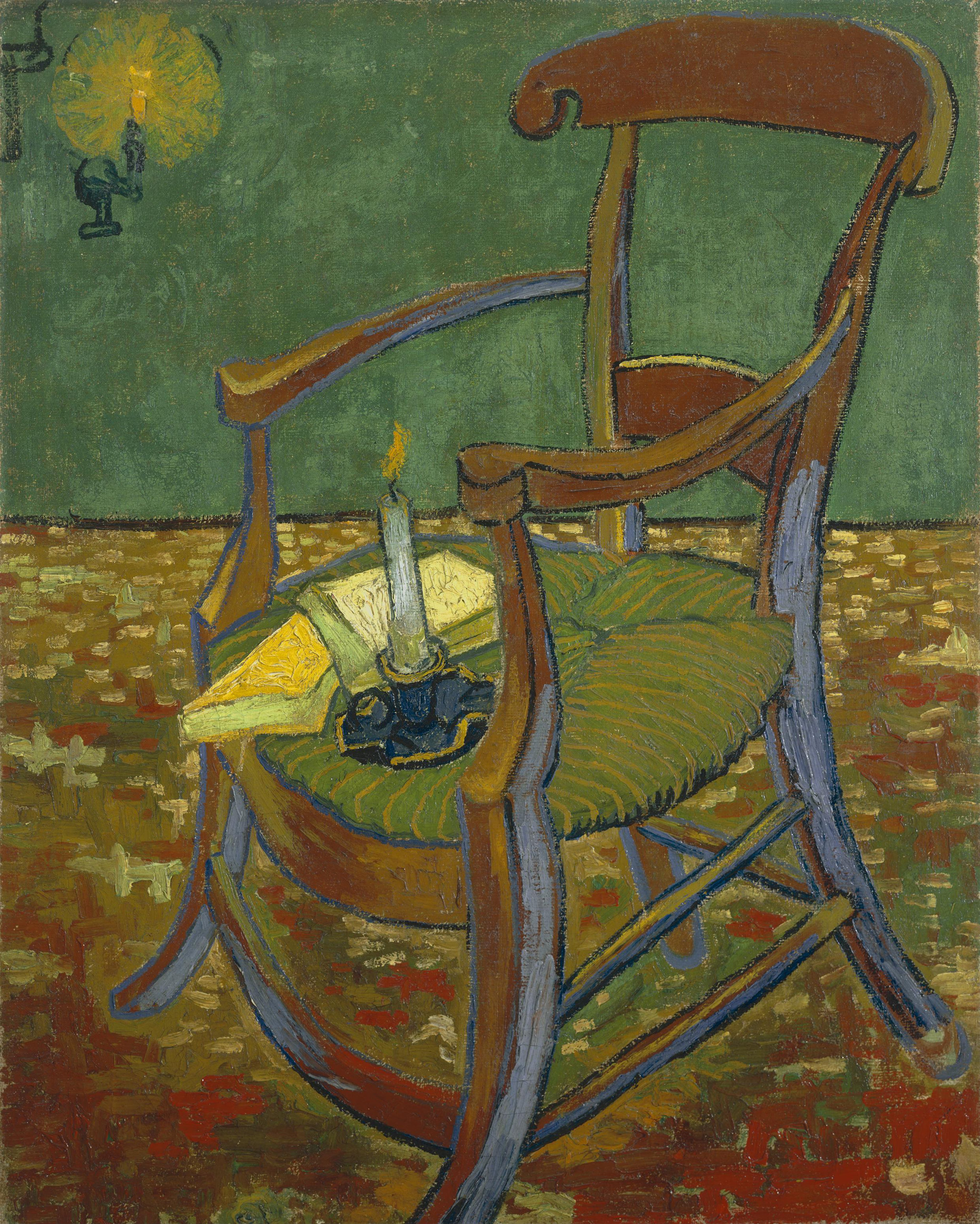
Peinture de Van Gogh : La chaise de Gauguin

Ainsi, dans le premier post-scriptum l’auteur désigne la société comme responsable de la mort de van Gogh.  Il affirme cette idée paradoxale : van Gogh ne s’est pas suicidé mais c’est la société qui l’a suicidé. Dans le corps de l’essai, c’est-à-dire Le suicidé de la société à proprement parler, Antonin Artaud développe une réflexion sur la peinture de Vincent Van Gogh, et établit une comparaison entre Paul Gauguin et Vincent van Gogh : pour Gauguin, l'artiste doit chercher le mythe et agrandir les dimensions de la vie pour en faire un mythe, tandis que van Gogh déduit le mythe des choses les plus terre à terre de la vie. Il termine enfin son essai par un constat d’échec : l’écrivain est incapable de décrire un tableau et de rendre compte de la grandeur d’une peinture.
Le genre de l’essai au XXe siècle est souvent hybride : sa « propension [...] à se placer sur le fil – ni uniquement littéraire ni franchement savant » s’accentue dès qu’il se confronte à la peinture moderne, qui ne demande pas seulement qu’on la décrive, mais qu’on rende compte de l’expérience ou de l'émoi qu’elle suscite. Ainsi, en lisant Van Gogh le suicidé de la société, on s’aperçoit que la parole d’Antonin Artaud cherche moins à analyser et à argumenter qu’à rendre, par le biais du style, l’impression d’une « union mystique du sujet et de l’objet »,. Si l’auteur s’octroie une place aussi importante au sein de cet essai, c’est aussi parce que son texte, « rédigé en deux après-midi just’après avoir assisté à l’exposition », ne veut pas seulement faire l'éloge du peintre, mais aussi et surtout polémiquer contre la société et la psychiatrie, qui « am[ènent] un génie à se suicider » (p. 58). Ces deux buts de l’écriture conduisent l'auteur à abandonner la linéarité de la prose – comme Van Gogh avait refusé la peinture linéaire – voire, ponctuellement, de la langue française : de la sorte, sa recherche poétique semble s’orienter vers « un langage directement communicatif ».

## Un texte polémique

### Interactions entre différents discours
Souvent, la critique d’art se positionne de manière polémique contre une position dominante ou contre un lieu commun pour défendre une certaine esthétique : dans son essai, Antonin Artaud ne réhabilite pas  l’art de Van Gogh, mais plutôt son état mental : « Pendant longtemps la légende a pris le pas sur l’art réduisant les toiles de Van Gogh à l’expression d’une folie en germe ou en crise. A l’époque d’Artaud, déjà, le sujet divisait », précise ainsi Guy Cogeval, en complétant  « ce fut précisément pour lutter contre cette réduction scandaleuse que celui-ci se lança dans la rédaction de son essai. Van Gogh n’était pas fou, affirme-t-il, c’est la société tout entière qui, par son incompréhension et son regret, le poussa au désespoir et au suicide ».
Le discours social est dès lors pris pour cible par des effets de dialogisme. La parole d’Artaud est traversée par des discours autres avec lesquels il interagit : ainsi, lorsqu’il dit « Non, Van Gogh n’était pas fou, mais ses peintures étaient des feux grégeois, des bombes atomiques » (p. 27), par le biais de l’adverbe « non », il se positionne contre les propos produits par « le conformisme larvaire de la bourgeoisie second Empire et des sbires de Thiers, de Gambetta, de Félix Faure, comme ceux de Napoléon III », sans que ces propos soient rapportés, et il anticipe sur les idées reçues, vraisemblablement, d’un lecteur de 1947.

### Contre la psychiatrie: l'expérience commune de l'asile

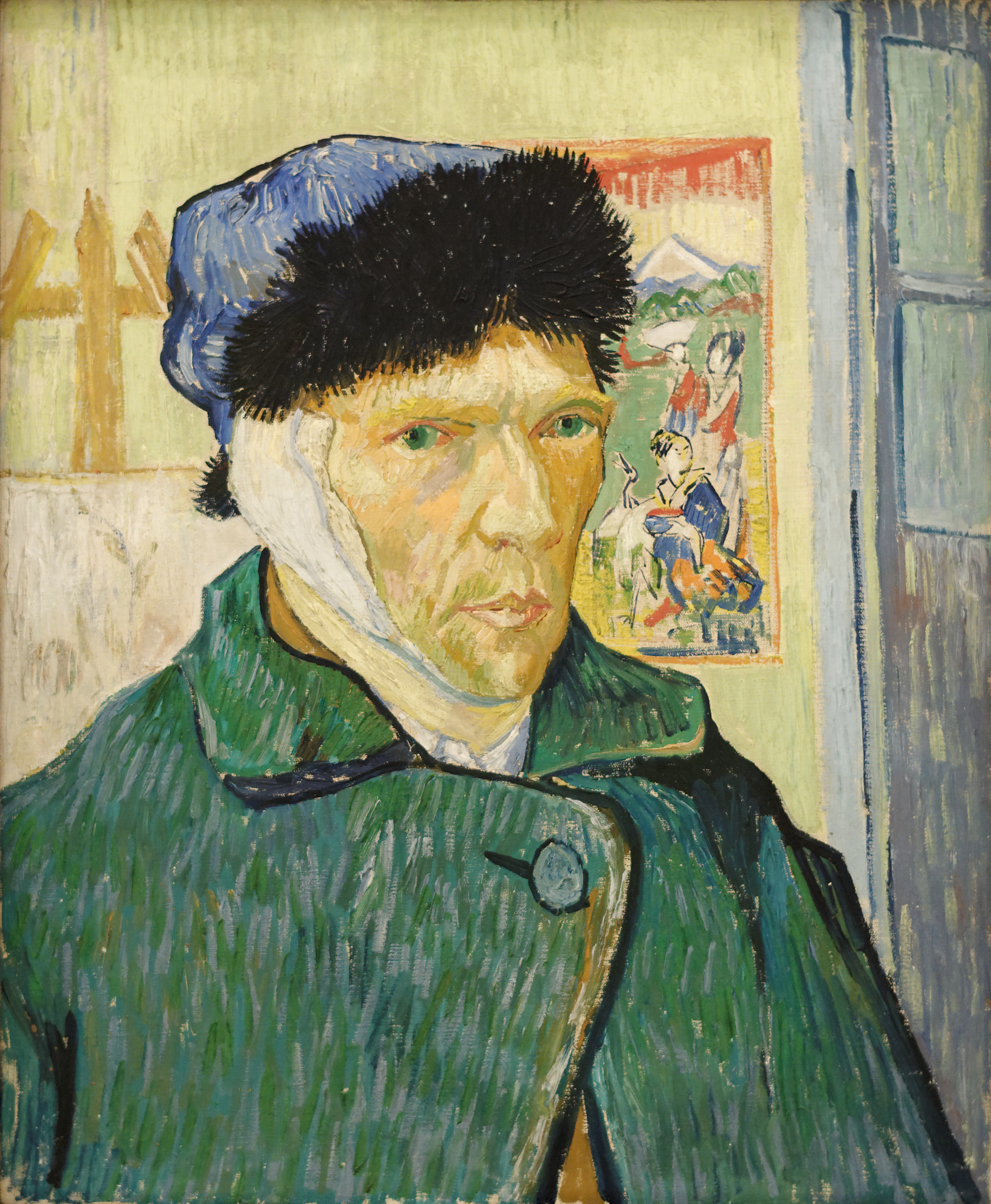
Autoportrait à l'oreille bandée. Vincent van Gogh (1889)

La polémique contre la psychiatrie se manifeste dans le ton du blâme et de la véritable invective, dès les premières pages : « En face de la lucidité de Van Gogh qui travaille, la psychiatrie n’est plus qu’un réduit de gorilles eux-mêmes obsédés et persécutés et qui n’ont, pour pallier les plus épouvantables états de l’angoisse et de la suffocation humaines, qu’une ridicule terminologie / digne produit de leurs cerveaux tarés » (p. 28). Antonin Artaud met en scène d’abord les discours de son psychiatre, le « Dr. L... » (p. 28-30), puis du médecin de Van Gogh, le docteur Paul Gachet (p. 57-59), et, dans les deux passages, il s'efforce d’entrelacer les deux expériences : dans le premier par la mention du « corps de Van Gogh », dans le deuxième par l’insertion d’une confession autobiographique : « J’ai passé 9 ans dans un asile d’aliénés et je n’ai jamais eu l’obsession du suicide, mais je sais que chaque conversation avec un psychiatre, le matin, à l’heure de la visite, me donnait l’envie de me pendre, sentant que je ne pourrais pas l’égorger » (p. 58-59). Antonin Artaud écrit encore : « Un fou Van Gogh ? Que celui qui a su un jour regarder une face humaine regarde le portrait de Van Gogh par lui-même […] Je ne connais pas un seul psychiatre qui saurait scruter un visage d’homme avec une force aussi écrasante ».
L’ensemble du texte est chargé d’un pathos, avec cette présence du « je » (« je vois », « je crois que », « je dirai que », « je repense à », etc.)  dans l’essai.

### Le corporel et l'authentique
Face au discours social, grâce à la condition partagée de lucide interné, Artaud s’autorise à décliner une vision commune qui oppose à « la logique anatomique » (p. 37) et au rationalisme, un corporel qui soit « la vie même ».
« En face d’une humanité de singe lâche et de chien mouillé, la peinture de Van Gogh aura été celle d’un temps où il n’y eut pas d’âme, pas d’esprit, pas de conscience, pas de pensée, rien que des éléments premiers tour à tour enchaînés et déchaînés.
Paysages de convulsions fortes, de traumatismes forcenés, comme d’un corps que la fièvre travaille pour l’amener à l’exacte santé » (p. 80).
De même, « par delà la conscience et le cerveau » (p. 55), la création de Van Gogh naitrait, selon Artaud, de son intuition, de ses sensations. Il fait de ce peintre « le seul qui n’ait pas voulu dépasser la peinture comme moyen strict de son œuvre, et cadre strict de ses moyens et le seul qui ait absolument dépassé la peinture, l’acte inerte de représenter la nature » : cette double corporalité, de la représentation et de la création, serait de la sorte le fondement de « l’authentique » de sa peinture, affirmé en expolition tout le long du texte. Et  de préciser : « Méfiez-vous des beaux paysages de Van Gogh tourbillonnants et pacifiques, / convulsés et pacifiés. / C’est la santé entre deux reprises de la fièvre chaude qui va passer / C'est la fièvre entre deux reprises d'une insurrection de bonne santé. » (p. 81).

## La recherche poétique
Le manque général d’argumentation se combine avec une grande recherche poétique qui, au-delà des images déjà partiellement analysées, soustrait le texte à la prose et au genre de l’essai.

### Un essai hybride
Ce qui frappe le lecteur de Van Gogh, le suicidé de la société est sans doute le fait que, malgré le genre auquel on a l’habitude de le rattacher, la disposition du texte n’est pas linéaire : pourtant, on ne saurait le qualifier de vers libre à proprement parler. Par ce ménagement des alinéas, original dans le genre de l’essai, Artaud semble tendre vers la poésie, conférant une sorte de corporalité à son texte, « au croisement de l’œil et de l’oreille », recourant à de véritables anaphores rhétoriques : la répétition phonétique et graphique de certains syntagmes, qui permet à la fois de donner un rythme solennel au texte et de créer une parole qui soit comme un « coup de massue » (p. 41) contre le discours social, mais aussi l'effet de saillance autour de certains mots : « qu’à la boucler » (p. 33), « le suicida », « le tua » (p. 36), « de le calmer » (p. 59), « Puis la mort » (p. 86). Enfin, Antonin Artaud utilise également la disposition du texte, brisant celui-ci et substituant par moments à la linéarité des phrases une verticalité qui semble indiquer l’abîme :

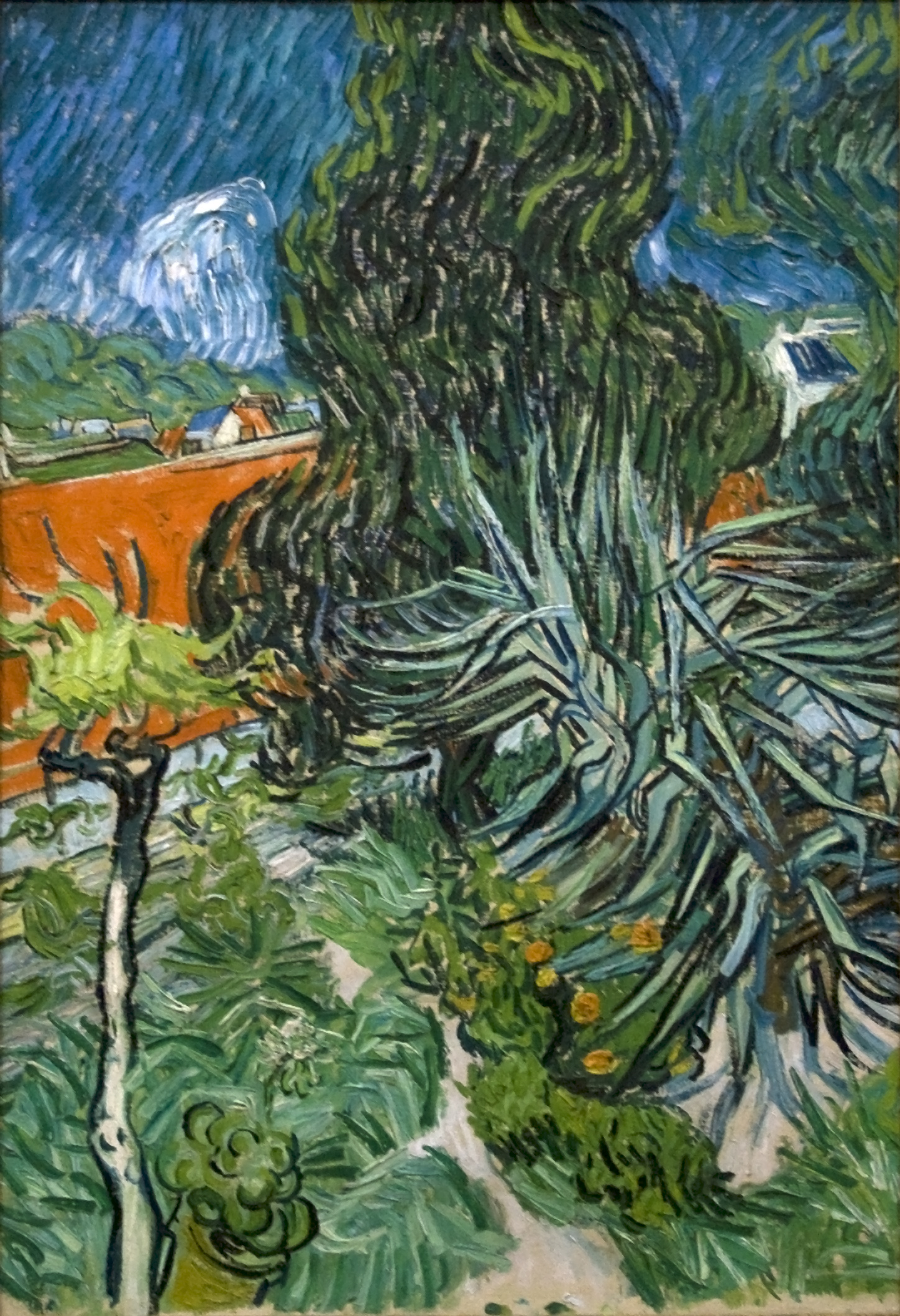
Peinture de van Gogh représentant le jardin du docteur Gachet à Auvers

« Elle s’introduisit donc dans son corps,

cette société

absoute,

consacrée,

sanctifiée 

et possédée » (p. 36).

### Le signifiant
Un autre aspect qui permet de reconnaître une recherche poétique au sein de cet essai est sans doute l’importance du traitement du matériau sonore qui, parfois, semble surclasser l’information contenue. C’est ainsi que l’on peut comprendre les répétitions des sons [t], [e], [ε] et [i] dans cette phrase : « Je repense à son champ de blé : tête d’épi sur tête d’épi, et tout est dit, / avec, devant, quelques petites têtes de coquelicots doucement semés » (p. 67). Toutefois, il faut reconnaître dans ce passage un jeu ultérieur qui soude le signifiant et le signifié : en parlant d’un tableau dont la beauté consiste en sa simplicité (« tout est dit »), assurée par la répétition du visible, le texte même se répète dans sa matérialité, les mots et les sons.

### Le style fragmenté
L’essai apparaît dans son ensemble comme un flot de conscience, ininterrompu, bien qu’émietté d’alinéas et de blancs : « Son style fragmenté reflète les intermittences d’une pensée puissante et labile comme ses dessins aux traits discontinus où il s’efforçait de faire jaillir l’ordre du chaos dans un fantasme d’auto-engendrement. Artaud investit la peinture de Van Gogh comme il l’avait fait auparavant avec d’autres artistes pour y puiser l’élan nécessaire à sa propre écriture ». Cette graphorrhée, que l’on diagnostique véritablement à l’auteur, parvient même, à deux reprises au cours de l’essai, à l’abandon des moyens langagiers : on assiste en effet à deux glossolalies (p. 61, 74) soulignées par le gras de la typographie. Graphorrhée ou essor poétique ? Amour ou haine de la langue ? Et encore, « savoir privé sur les signes », ou recherche « d’un langage universel » ?

### Versions du texte
- Van Gogh, le suicidé de la société, Paris, K éditeur, 1947 ;
- Van Gogh, le suicidé de la société, rééd. Paris, Gallimard, coll. « L'Imaginaire », 1990,
- Van Gogh, le suicidé de la société, rééd. Paris, Allia, 2019.